# Motor compound

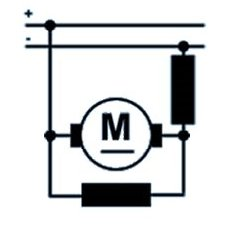
Motor eléctrico de excitación compuesta.

El motor compound o motor de excitación compuesta es un tipo de motor eléctrico de corriente continua cuyo encendido es originado por dos bobinados inductores independientes; uno dispuesto en serie con el bobinado inducido y otro conectado en derivación con el circuito formado por los bobinados: inducido, inductor serie e inductor auxiliar.
Los motores compuestos tienen un campo serie sobre el tope del bobinado del campo shunt. Este campo serie, el cual consiste de pocas vueltas de un alambre grueso, es conectado en serie con la armadura y lleva la corriente de armadura.
El flujo del campo serie varía directamente a medida que la corriente de armadura varía, y es directamente proporcional a la carga. El campo serie se conecta de manera tal que su flujo se añade al flujo del campo principal shunt. Los motores compound se conectan normalmente de esta manera y se denominan como compound acumulativo.
Esto provee una característica de velocidad que no es tan “dura” o plana como la del motor shunt, ni tan “suave” como la de un motor serie. Un motor compound tiene un limitado rango de debilitamiento de campo; la debilitación del campo puede resultar en exceder la máxima velocidad segura del motor sin carga. Los motores de corriente continua compound son algunas veces utilizados donde se requiera una respuesta estable de par constante para un rango de velocidades amplio.
El motor compound es un motor de excitación o campo independiente con propiedades de motor serie. El motor da un par constante por medio del campo independiente al que se suma el campo serie con un valor de carga igual que el del inducido. Cuantos más amperios pasan por el inducido más campo serie se origina, claro está, siempre sin pasar del consumo nominal...